# Chapelle Saint-Guirec
La chapelle Saint-Guirec est une chapelle située dans le village de Ploumanac'h sur la commune de Perros-Guirec, dans le département des Côtes-d'Armor, dans la région Bretagne, en France.

## Historique
Au XVIe siècle, les moines de l'abbaye de Bégard font construire un édifice de pierre. Cet édifice primitif est restauré aux XVIIIe et XIXe siècles. Il est agrandi une première fois au début du XXe siècle, et à nouveau en 1938 : deux transepts sont ainsi ajoutés à la nef d'origine par l'architecte perrosien James Bouillé.

## Mobilier
Cette chapelle de marins abrite notamment une représentation de Notre-Dame des marins un Christ en croix, la statue de saint Julien, reconnaissable  à sa tenue de soldat romain (XVe siècle), une pietà et une statue de saint Sébastien (XVIe siècle), un saint Yves ainsi qu'un tableau représentant  Comment saint Guirec vint en Bretagne, huile sur toile d'Albert Clouard (1866-1952).
L'ex-voto du trois-mâts Saint-Guirec est suspendu à la nef d'un transept de la chapelle.
Enfin, on note la statue du saint patron qui se trouvait antérieurement à l'oratoire.

## Pardon
Un pardon est célébré le mercredi soir avant le jeudi de l'Ascension. Cette messe en l'honneur de saint Guirec est suivie de la procession jusqu'à l'oratoire de la plage à proximité immédiate. Ce pardon est remis en valeur par une association de Ploumanac'h et attire plus d'une centaine de personnes.

## Enclos
Située en bordure maritime, la chapelle est ceinte d'un enclos en pierres (muret maçonné et roches de Ploumanac'h) au sein duquel est rapporté un calvaire monumental classé au titre des monuments historiques. Le reste de la surface est engazonné et parcouru d'un chemin de desserte en gravier battu. L'accès à l'enclos s'effectue par le sentier littoral au moyen de deux issues dont l'une descend sur la grève.